# Psychoda cinerea
Psychoda cinerea és una espècie de dípter pertanyent a la família dels psicòdids de distribució cosmopolita: Europa les illes Britàniques -com ara, Essex-, Espanya, Bèlgica, els Països Baixos, França, Alemanya, Dinamarca, Noruega, Suïssa, Itàlia, Àustria, Txèquia, Eslovàquia, Polònia, Hongria, Romania, Bulgària, Grècia i el territori de l'antiga República Federal Socialista de Iugoslàvia), Amèrica, les illes Açores, les illes Bermudes, Sud-àfrica, Israel i Austràlia (Austràlia Meridional).
És de color groguenc pàl·lid amb antena (biologia)|antenes de 16 artells (els 3 darrers de la mateixa mida).
Les larves acostumen a trobar-se en llocs bruts, incloent-hi les aigües residuals de filtres i drenatges domèstics.
Hi ha casos documentats de miasi gastrointestinal en humans produïts per aquesta espècie al Pakistan.